# Bebeto
José Roberto Gama de Oliveira (normalt bare kendt som Bebeto) (født 16. februar 1964 i Salvador, Brasilien) er en tidligere brasiliansk fodboldspiller, der spillede som angriber hos en lang række sydamerikanske og europæiske klubber, samt for Brasiliens landshold. Af hans klubber kan blandt andet nævnes Flamengo og Vasco da Gama i hjemlandet, samt Deportivo La Coruña og Sevilla FC i Europa.
For Deportivo La Coruña blev Bebeto i 1993 topscorer i La Liga. I 1989 var han desuden blevet kåret til Årets Fodboldspiller i Sydamerika.

## Landshold
Bebeto spillede i årene mellem 1985 og 1998 75 kampe for Brasiliens landshold, hvori han scorede 39 mål. Han repræsenterede sit land ved tre VM-slutrunder, og var en afgørende brik på det hold der vandt VM i 1994 i USA. Fire år senere spillede han sin sidste slutrunde ved VM i 1998 i Frankrig. Her scorede han blandt andet det første brasilianske mål i kvartfinalesejren over Danmark